# 京都けいはんな線

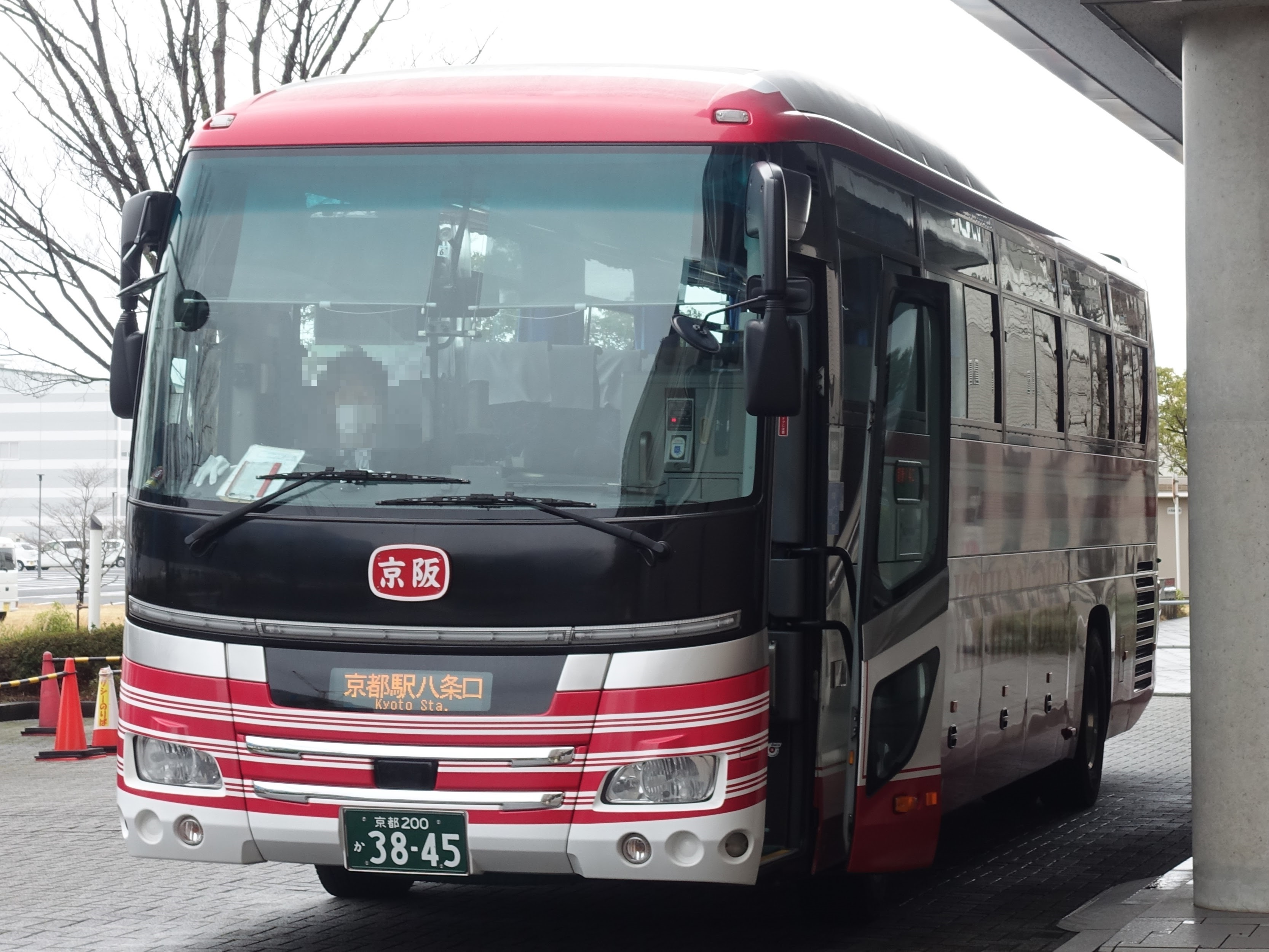
学研けいはんなプラザに停車中の京都けいはんな線京阪バス車両（2022年3月14日撮影）

京都けいはんな線（きょうとけいはんなせん）は、京都府京都市と精華町・木津川市を結ぶ急行バス路線である。運行会社や案内文章によっては「京都学研線」「けいはんな線」と表記されることもある。2016年3月22日の試験運行開始から、運行期間の延長が行われながら約2年半に渡る実証運行が行われ、2018年10月1日から本格運行が開始された。

## 運行会社
- 京阪バス（洛南営業所）[注釈 1]
- 奈良交通（北大和営業所）

## 概要
2016年3月22日から京阪バスと奈良交通の共同運行により2016年9月末まで試験運行が開始された。試験運行開始当初は新名神高速道路城陽JCT/IC - 八幡京田辺JCT/IC間はまだ開通しておらず、田辺北IC - 八幡東IC間は一般道を通り、大住工業団地地域内の一部のバス停に停車していた。
その後、2016年9月16日に運行ルートやダイヤなどの更なる検証を行い、平均乗車人数を増やして本格運行につなげるため、実証運行を2017年9月30日まで1年間延長すると発表。これにより2016年10月1日以降も運行継続となった。
2017年3月21日にダイヤ改正および経路変更を実施して木津川台地区の住宅街への乗り入れを開始し、新たに4つのバス停に停車するようになった。今回行われた経路変更により「木津川台住宅」バス停に停車しなくなり、その代わり少し西にある「木津川台九丁目」バス停に停車するようになった。また、京阪バス・奈良交通両便で利用可能な共通回数乗車券が2000枚限定で販売開始された。京阪バス担当便については、京田辺営業所から洛南営業所へ移管された。
その後、2017年9月12日に実証運行期間を更に1年間延長して2018年9月30日まで運行することを発表し、同時に2017年10月2日から新名神高速道路経由の経路に変更することを発表。
2017年9月15日から新たに京阪バス・奈良交通両便で利用可能な共通回数乗車券が3000枚限定で販売開始された。券面が赤色となっており2018年9月30日まで有効である。以前発売されていた券面が緑色の共通回数乗車券は2017年9月30日まで有効となっており、2017年10月1日以降は利用できない。
2017年10月2日にダイヤ改正および経路変更が行われ、従来の阪神高速8号京都線と第二京阪道路、京奈和自動車道のみを経由するルートから、阪神高速8号京都線と第二京阪道路、新名神高速道路、京阪奈自動車道を経由するルートに変更された。2017年4月30日に開通した新名神高速道路城陽JCT/IC - 八幡京田辺JCT/ICを経由することにより所要時間が約5分短縮され、その代わり大住工業団地地域内の「池嶋」「中島橋」バス停を通らなくなった。
2018年10月1日から運行期間を定めない本格運行が開始された。同時に新たに京阪バス・奈良交通両便で利用可能な共通回数乗車券が販売開始された。以前販売されていた共通回数乗車券は有効期限を定めていたが、2018年10月1日から販売開始された券面が紫色の共通回数乗車券は有効期限が設定されていない。
2020年4月1日に運賃改定が実施された。これにより京阪バス・奈良交通両便で利用可能な共通回数乗車券の券面が水色に変更され、発売額および枚数が改定されたが、2018年10月1日から販売開始された券面が紫色の共通回数乗車券は追徴なしでそのまま利用することができる。
2024年4月1日に運賃改定が実施された。これにより京阪バス・奈良交通両便で利用可能な共通回数乗車券の発売が終了したが、購入済みの共通回数乗車券は追徴なしでそのまま利用することができる。

## 沿革
- 2016年（平成28年）
  - 3月22日 - 2016年9月末までの実証運行として運行開始[1][2]。
  - 9月16日 - 実証運行期間を1年間延長して、2017年9月30日まで運行することを発表[3]。
- 2017年（平成29年）
  - 3月21日 - ダイヤ改正および経路変更を実施して、木津川台地区の住宅街への乗り入れを開始。直通バス専用共通回数乗車券を発売開始[5]。
  - 9月12日 - 実証運行期間を更に1年間延長して、2018年9月30日まで運行することを発表[7]。
  - 10月2日 - ダイヤ改定および経路変更を実施して、従来の阪神高速8号京都線と第二京阪道路、京奈和自動車道のみを経由するルートから、阪神高速8号京都線と第二京阪道路、新名神高速道路、京阪奈自動車道を経由するルートに変更[7][9]。
- 2018年（平成30年）10月1日 - 運行期間を定めない本格運行を開始[10][11]。
- 2020年（令和2年）4月1日 - 運賃改定を実施[13]。
- 2024年（令和6年）4月1日 - 運賃改定を実施。直通バス専用共通回数乗車券の発売を終了[14]。

## 停車停留所・運行経路
2019年4月1日時点
- 京都駅八条口 - 十条駅（ → けいなわ通り → ／ ← 公園東通り ← ）KICK - 木津川台六丁目 - 木津川台九丁目 - 国立国会図書館 - けいはんなプラザ（ → 光台七丁目 → 光台六丁目 → ／ ← 光台六丁目 ← 光台七丁目 ← ）学研けいはんなプラザ
- 運行経路：京都市内 - 上鳥羽IC - 第二京阪道路 - 八幡京田辺JCT - 新名神高速道路 - 城陽JCT - 京奈和自動車道 - 精華学研IC - 精華町・木津川市内
  - 京都市内（京都駅八条口 - 十条駅）のみまたはけいはんな学研都市地域内（けいなわ通り - 学研けいはんなプラザ）のみの利用はできない。

### 停車停留所・運行経路の変遷
2016年3月22日～2017年3月20日
- 京都駅八条口 - 十条駅 - 池嶋 - 中島橋 - 公園東通り - 木津川台住宅 - 国立国会図書館 - けいはんなプラザ（ → 光台七丁目 → 光台六丁目 → ／ ← 光台六丁目 ← 光台七丁目 ← ）学研けいはんなプラザ
- 運行経路：京都市内 - 上鳥羽IC - 阪神高速8号京都線 - 第二京阪道路 - 八幡東IC - 八幡市・京田辺市内 - 田辺北IC - 京奈和自動車道 - 精華学研IC - 精華町・木津川市内
  - 京都市内（京都駅八条口 - 十条駅）のみまたは大住工業団地地域内（池嶋 - 中島橋）、けいはんな学研都市地域内（公園東通り - 学研けいはんなプラザ）のみの利用はできない。また、大住工業団地地域内とけいはんな学研都市地域内間での乗降はできない。

2017年3月21日～2017年10月1日
- 京都駅八条口 - 十条駅 - 池嶋 - 中島橋（ → けいなわ通り → ／ ← 公園東通り ← ）KICK - 木津川台六丁目 - 木津川台九丁目 - 国立国会図書館 - けいはんなプラザ（ → 光台七丁目 → 光台六丁目 → ／ ← 光台六丁目 ← 光台七丁目 ← ）学研けいはんなプラザ
- 運行経路：京都市内 - 上鳥羽IC - 阪神高速8号京都線 - 第二京阪道路 - 八幡東IC - 八幡市・京田辺市内 - 田辺北IC - 京奈和自動車道 - 精華学研IC - 精華町・木津川市内
  - 京都市内（京都駅八条口 - 十条駅）のみまたは大住工業団地地域内（池嶋 - 中島橋）、けいはんな学研都市地域内（けいなわ通り - 学研けいはんなプラザ）のみの利用はできない。また、大住工業団地地域内とけいはんな学研都市地域内間での乗降はできない。

2017年10月2日～2019年3月31日
- 京都駅八条口 - 十条駅（ → けいなわ通り → ／ ← 公園東通り ← ）KICK - 木津川台六丁目 - 木津川台九丁目 - 国立国会図書館 - けいはんなプラザ（ → 光台七丁目 → 光台六丁目 → ／ ← 光台六丁目 ← 光台七丁目 ← ）学研けいはんなプラザ
- 運行経路：京都市内 - 上鳥羽IC - 阪神高速8号京都線 - 第二京阪道路 - 八幡京田辺JCT - 新名神高速道路 - 城陽JCT - 京奈和自動車道 - 精華学研IC - 精華町・木津川市内
  - 京都市内（京都駅八条口 - 十条駅）のみまたはけいはんな学研都市地域内（けいなわ通り - 学研けいはんなプラザ）のみの利用はできない。

2019年4月1日～
- 京都駅八条口 - 十条駅（ → けいなわ通り → ／ ← 公園東通り ← ）KICK - 木津川台六丁目 - 木津川台九丁目 - 国立国会図書館 - けいはんなプラザ（ → 光台七丁目 → 光台六丁目 → ／ ← 光台六丁目 ← 光台七丁目 ← ）学研けいはんなプラザ
- 運行経路：京都市内 - 上鳥羽IC - 第二京阪道路 - 八幡京田辺JCT - 新名神高速道路 - 城陽JCT - 京奈和自動車道 - 精華学研IC - 精華町・木津川市内
  - 京都市内（京都駅八条口 - 十条駅）のみまたはけいはんな学研都市地域内（けいなわ通り - 学研けいはんなプラザ）のみの利用はできない。

## ダイヤ
本路線は2016年3月22日の試験運行開始当初から平日のみの運行となっており、平日であってもお盆や年末年始などは運休日となっている。また、京阪バス担当便、奈良交通担当便いずれも1日2往復となっていて、京阪バス・奈良交通担当便合わせて1日4往復である点も変わっていない。
2016年3月22日の試験運行開始当初は京都駅八条口行きの内、光台七丁目始発の便が朝に2便設定されていたが、2017年3月21日のダイヤ改正により光台七丁目始発の便は朝に1便のみとなった。

## 直通バス専用共通回数乗車券
かつて発売されていた、京都けいはんな線のみで利用することができる、京阪バス・奈良交通両社便とも共通で利用可能な回数乗車券である。2017年3月21日から発売されていた。2018年9月30日まで発売されていた期限付きの共通回数乗車券は払い戻しが不可であったが、2018年10月1日以降に発売されている共通回数乗車券は払い戻しが可能となっている。2020年3月31日までは700円券5枚綴り3000円で発売されていたが、2020年4月1日の京都けいはんな線の運賃改定により共通回数券の発売額および枚数が改定され、750円券11枚綴り7000円に変更された。
2018年9月30日まで発売されていた共通回数乗車券は有効期限が定められていたが、2018年10月1日の本格運行と共に発売開始された券面が紫色の共通回数乗車券は有効期限が定められておらず、後の2020年4月1日に発売額および枚数が改定された券面が水色の共通回数乗車券も有効期限が定められていない。2020年4月1日の運賃改定実施後も、券面が紫色の共通回数乗車券は追徴なしでそのまま利用することができる。
2024年4月1日の運賃改定実施により、直通バス専用共通回数乗車券の発売が終了した。購入済みの共通回数乗車券は追徴なしでそのまま利用することができる。